# Joseph Gordon-Levitt
Joseph Gordon-Levitt (Los Angeles, 17 de febrer de 1981) és un actor estatunidenc de cinema, televisió i teatre. Els seus treballs més coneguts han estat la sèrie de televisió 3rd Rock from the Sun (1996-2001), G. I. Joe: The Rise of Cobra (2009), de Stephen Sommers i Origen (2010), de Christopher Nolan.
Va fer una pausa en l'actuació per estudiar a la Universitat de Colúmbia, però va abandonar el 2004 per seguir treballant com a actor. Des de llavors ha actuat en Brick, The Lookout, (500) Days of Summer, Origen, 50/50, Looper, G.I. Joe: The Rise of Cobra, El cavaller fosc: la llegenda reneix i Lincoln. El 2013 es va estrenar el seu primer llargmetratge com a director, Don Jon, escrita i protagonitzada per ell. El 2004, va fundar la companyia productora hitRECord.

## Biografia
Gordon-Levitt va créixer al barri de Sherman Oaks de Los Angeles. La seva família és jueva, encara que no és "estrictament religiosa", i els seus pares van ser dels fundadors de la Progressive Jewish Alliance. El seu pare, Dennis Levitt, va ser director de notícies de l'estació Pacífica Ràdio KPFK-FM. La seva mare, Jane Gordon, va ser candidata per Califòrnia al Congrés dels Estats Units durant els anys 1970 pel Partit Pau i Llibertat; va conèixer a Dennis Levitt quan treballava com a editora de programes per KPFK-FM. L'avi matern de Gordon-Levitt, Michael Gordon, va ser director de Hollywood entre els anys 1940 i 1970, conegut per la pel·lícula de 1959 Pillow Talk amb Doris Day i Rock Hudson. Gordon-Levitt tenia un germà gran, Dan, fotògraf, nascut el 1974 i mort el 4 d'octubre de 2010.

## Carrera

### Primers treballs com a actor
Als quatre anys, va entrar en un grup de teatre musical, on va fer el paper de l'Espantaocells en una producció del mag d'Oz. Un agent va proposar als seus pares fer-lo treballar en comercials de televisió per a la mantega de cacahuet Sunny Jim, Cocoa Puffs, Pop-Tarts i Kinney Shoes.

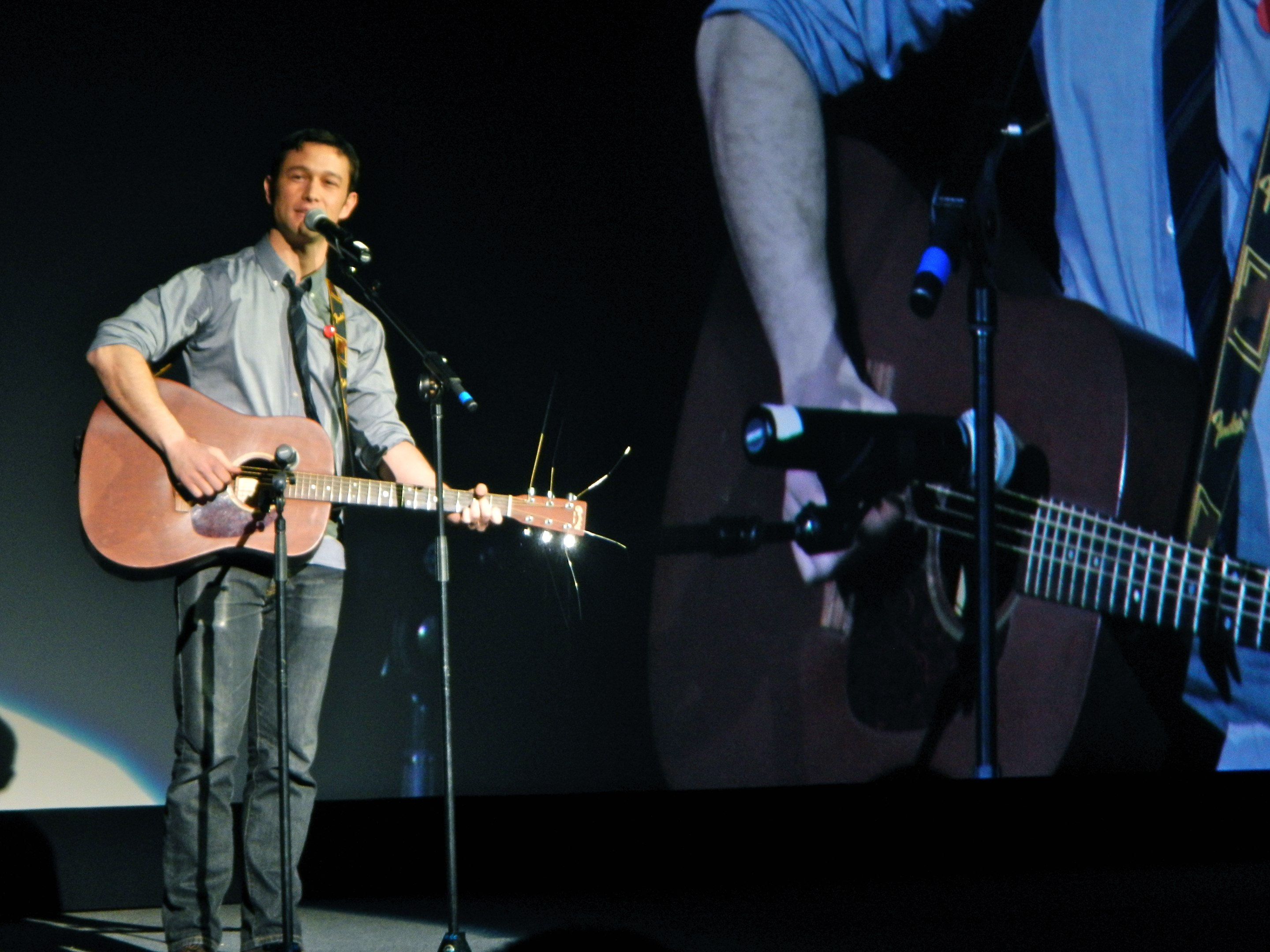
Joseph cantant "Hey Jude" en el Festival de Cinema de Sundance, 2012.

Va començar la seva carrera com a actor als 6 anys, apareixent en diverses pel·lícules per a televisió i en dos episodis de la sèrie de televisió Family Ties. Després de tenir un paper protagonista en el revival de la sèrie de televisió Ombres tenebroses (de 1991) com David Collins, va fer el seu debut amb un paper secundari en la pel·lícula Beethoven (de 1992). Va fer una aparició en Friends com un jove Chandler Bing. Aquest mateix any va fer una versió jove del personatge de Craig Sheffer en El riu de la vida. Als 12 anys, va tenir el paper protagonista com Gregory en la pel·lícula Switching Parents, que estava basat en la història real de Gregory Kingsley (1980–), un nen que va guanyar el dret legal de divorciar als seus pares. Actualment manté una relació amb Tasha McCauley.
El 1994, va fer el paper d'un nen huterita en la comèdia Holy Matrimony i va protagonitzar la reeixida pel·lícula de Disney Angels in the Outfield. Des de 1993 fins a 1995 va tenir un paper recurrent en la comèdia de situació Roseanne.
El 1996, Gordon-Levitt va començar a treballar com a Tommy Solomon en la comèdia 3rd Rock from the Sun, amb la qual es va fer molt conegut. El diari San Francisco Chronicle va notar la ironia que Gordon-Levitt era «un nen jueu fent el paper d'un extraterrestre que fingeix ser un nen jueu».
El 1998, va ser l'estrella convidada en la primera temporada de That '70s Show, apareixent en l'episodi «Eric’s Buddy» com un company gai d'escola d'Eric Formen. A la fi dels noranta va aparèixer en diverses pel·lícules, Coacció a un jurat (1996), Sweet Jane (1998, juntament amb Samantha Mathis) i la comèdia adolescent (basada en una obra de William Shakespeare) 10 coses que odio de tu (de 1999), en les quals ell i Heath Ledger van tenir els papers protagonistes masculins. Va fer la veu del protagonista Jim Hawkins en la pel·lícula animada de Disney Treasure Planet (de 2002), que va gravar durant quatre anys (des que tenia 17 fins als 21 anys).
Mentre treballava en 3rd Rock from the Sun, Gordon-Levitt estudiava a l'escola Van Nuys High School.
Durant els anys noranta va aparèixer freqüentment en les revistes per a adolescents, una cosa que el molestava. També va declarar que durant aquest període no gaudia que el reconeguessin en públic, especificant que odia ser una celebritat.
Com a part del seu paper protagonista en 3rd Rock, Levitt va aparèixer en cinc dels anuncis de servei públic de la NBC, The 
More You Know.
Els anuncis cobrien temes com no beure alcohol durant la conducció, la pressió entre parells, els crims d'odi, no abandonar els estudis i la prevenció de la violència.
El 1996, durant la presidència de Bill Clinton va aparèixer en un programa especial des de la Casa Blanca Christmas in Washington, la temporada 13 de Celebrity Jeopardy! (el 1996), The Daily Show (18 de març de 1999) i al programa especial de televisió Dear Santa (el 2002, per Fox Family).
Gordon-Levitt va deixar 3rd Rock from the Sun durant la seva temporada final, encara que es va convertir en un personatge recurrent i apareixent només en la meitat dels episodis d'aquesta temporada.

### Carrera posterior

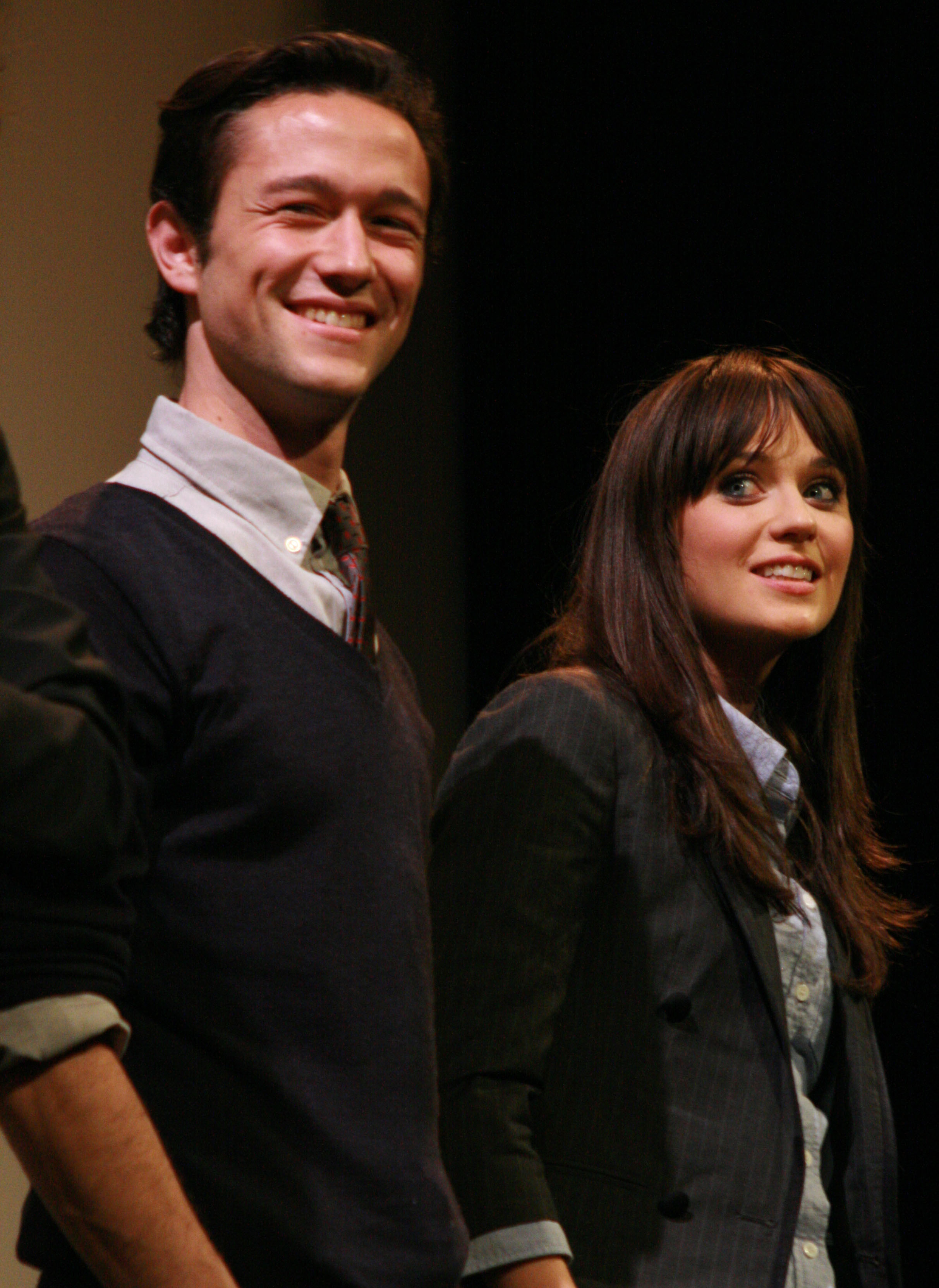
Gordon-Levitt amb Zooey Deschanel, la seva companya de repartiment a (500) Days of Summer.

En els dos anys següents va deixar d'actuar completament. i va entrar a la Universitat de Colúmbia (l'única universitat a la qual va sol·licitar entrar). Va entrar en el 2000 i entre 2001 i 2004 va estudiar història, literatura i poesia francesa en la Facultat d'Estudis Generals d'aquesta universitat.
Mentre estudiava en Columbia, es va convertir en un àvid francòfil.
Més tard comentaria que mudar-se des de la seva casa paterna a la ciutat de Nova York a Lower East Side, Manhattan(actualment resideix al barri Silver lake a la ciutat de Los Angeles després d'haver viscut a la ciutat de Nova York durant 9 anys) la seva experiència a Nova York el va forçar a créixer com a persona.
L'any 2004 Gordon-Levitt va deixar la universitat per concentrar-se una altra vegada en l'actuació.
El 2001, Gordon-Levitt va fer el seu debut en el teatre (fora de Broadway) en l'aclamada obra Uncle Bob (d'Austin Pendleton) juntament amb George Morfogen en el Soho Playhouse. La producció va estar a càrrec de Rebellion Productions, LLC. Després de tornar a l'actuació, Gordon-Levitt ha comentat que havia pres la decisió de només «treballar en bones pel·lícules».
Des de principis dels anys 2000, ha aparegut en el que el diari Boston Herald ha descrit com una sèrie de «pel·lícules aclamades i [però] poc vistes» que l'ha convertit en una estrella creixent en el circuit de pel·lícules indie».
Aquests films inclouen el drama Manic que presenta la vida en un Hospital psiquiàtric, Mysterious Skin (2004) en la qual representa un prostitut gai, víctima d'abús sexual infantil, i Brick (2005), un film negre en una escola preparatòria, en la que té el paper protagonista de Brendan Frye, un adolescent que mentre investiga un assassinat queda involucrat en un cercle subterrani de drogues. Brick va rebre crítiques molt positives, com les del The Minnesota Daily', que va comentar que Gordon-Levitt va representar el seu paper "bellament", "realista, apegat a l'estil del film", i "sexy de la manera més ambigua".
Un altre crític el va descriure com a "sorprenent".
El següent paper de Gordon-Levitt va ser en la pel·lícula The Lookout. Representa a Chris Pratt, un porter que participa en un robatori de banc. La pel·lícula es va estrenar el 30 de març de 2007. La crítica del The Philadelphia Inquirer descriu a Gordon-Levitt com un "home decidit, sorprenentment formidable i formidablement sorprenent", mentre la revista New York diu que és un "enorme actor tabula rasa... un minimalista". El San Francisco Chronicle específica que ell "en comptes d'actuar, personifica la vida interna del seu personatge". Diversos crítics han suggerit que el seu paper en The Lookout el podria convertir en un dels actors importants dels EUA.
El 2008 va fer Killshot, una pel·lícula de suspens basada en una novel·la que porta el mateix nom escrita per Elmore Leonard i dirigida per John Madden, Joseph interpreta a un impulsiu jove criminal Nix Richie al costat de Mickey Rourke, Diane Lane, Thomas Jane i Rosario Dawson, un repartiment amb experiència.
El 2009 va protagonitzar (500) Days of Summer, al costat de Zooey Deschanel, en la que és la seva segona pel·lícula junts, després de Manic. Aclamada per la crítica, la cinta va encastellar a tots dos actors i es va convertir en un referent del gènere independent. El 2010 va interpretar a Arthur en la pel·lícula Inception de Christopher Nolan. El 2011 interpreta a Adam, en la comèdia dramàtica 50/50.
Al juliol de 2012 Gordon-Levitt va estrenar El cavaller fosc: la llegenda reneix, el lliurament final de la trilogia de Batman Begins i El cavaller fosc; d'aquesta manera va tornar a treballar de la mà de Christopher Nolan i amb el seu company de Inception Tom Hardy (que interpreta Bane en aquesta cinta).
L'agost de 2012, va estrenar un thriller adrenalític Premium Rush i al setembre donant la rèplica a Bruce Willis en la pel·lícula de ciència-ficció Looper, en la qual va tornar a treballar amb el director de Brick, Rian Johnson.

## Carrera com a director i productor
Joseph Gordon Levitt és el director de Sparks, una adaptació del conte de Elmore Leonard protagonitzada per Carla Gugino i Eric Stoltz; va ser seleccionada el 2009 per Festival de Cinema de Sundance com a part d'un nou projecte de curts. El 2009 va dirigir un altre curt: Morgan and Destiny's Eleventeenth Don't: The Zeppelin Zoo. Aquest curt es va estrenar dues vegades durant el South by Southwest festival a Austin, Texas.

## Filmografia

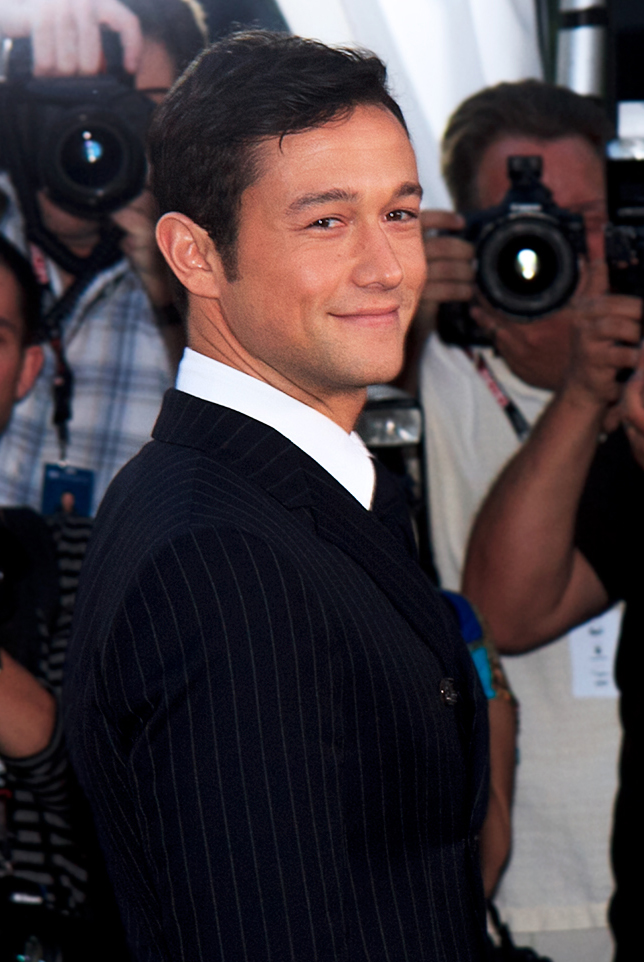
Joseph en el Festival Internacional de Cinema de Toronto el 2012.

| Any       | Pel·lícula                                               | Paper                          | Notes |
| --------- | -------------------------------------------------------- | ------------------------------ | --- |
| 1988      | Stranger on My Land                                      | Rounder                        | Telefilm |
| 1988      | Family Ties                                              | Dougie                         | episodi: "Sign of the Times" episodi: "Father, Can You Spare a Dime?"                                                                           |
| 1989      | Settle the Score                                         | Justin                         | Telefilm |
| 1990      | Dark Shadows                                             | David Collins                  | Telefilm |
| 1990      | Murder, She Wrote                                        | Boy #1                         | episodi: "Shear Madness" |
| 1991      | Dark Shadows                                             | Daniel Collins                 | Sèrie |
| 1991      | Changes                                                  | Matthew 'Matt' Hallam          | Telefilm |
| 1991      | Hi Honey — I'm Dead                                      | Josh Stadler                   | Telefilm |
| 1991      | Plymouth                                                 | Simon                          | Telefilm |
| 1991      | China Beach                                              | Archie Winslow, Age 9          | episodi "Quest" |
| 1991      | Quantum Leap                                             | Kyle                           | episodi: "Permanent Wave" |
| 1991      | L.A. Law                                                 |                                | episodi: Lose the Law |
| 1992–1993 | The Powers That Be                                       | Pierce Van Horne               | Sèrie |
| 1992      | Beethoven                                                | Estudiant 1                    | |
| 1992      | A River Runs Through It                                  | Jove Norman                    | |
| 1993      | Partners                                                 |                                | Telefilm |
| 1993      | Switching Parents                                        | Gregory Kingsley               | Telefilm |
| 1993      | Dr. Quinn, Medicine Woman                                | Zack Lawson                    | episodi: "The Secret" |
| 1993–1995 | Roseanne                                                 | George                         | episodi: "Daughters and Other Strangers" episodi: "I Pray the Lord My Stove to Keep" episodi: "Follow the Son" episodi: "Single Married Female" |
| 1994      | Holy Matrimony                                           | Ezekiel                        | |
| 1994      | Roadkillers                                              | Rich Lerolland                 | |
| 1994      | Joc d'àngels (Angels in the Outfield)                    | Roger Bomman                   | |
| 1995      | The Great Elephant Escape                                | Matthew                        | Telefilm |
| 1996–2001 | 3rd Rock from the Sun                                    | Tommy Solomon                  | Sèrie |
| 1996      | Coacció a un jurat                                       | Oliver Laird                   | |
| 1998      | Sweet Jane                                               | Tony                           | |
| 1998      | Halloween H20: 20 Years Later                            | Jimmy Howell                   | |
| 1998      | That '70s Show                                           | Buddy Morgan                   | episodi: "Eric's Buddy" |
| 1999      | Ten Things I Hate About You                              | Cameron James                  | |
| 2000      | The Outer Limits                                         | Zach                           | episodi: "Something About Harry" |
| 2000      | Trossets picants (Picking Up the Pieces)                 | Flaco                          | |
| 2000      | Forever Lulu                                             | Martin Ellsworth               | Telefilm |
| 2001      | Manic                                                    | Lyle Jensen                    | estrenada el 2003 |
| 2002      | El planeta del tresor (Treasure Planet)                  | Jim Hawkins (veu)              | Animació |
| 2003      | Latter Days                                              | Elder Paul Ryder               | |
| 2004      | Mysterious Skin                                          | Neil McCormick                 | |
| 2005      | Numb3rs                                                  | Scott Reynolds                 | episodi: "Sacrifice" |
| 2005      | Brick                                                    | Brendan Frye                   | |
| 2005      | Caos (Havoc)                                             | Sam                            | |
| 2005      | Shadowboxer                                              | Dr. Don                        | |
| 2007      | The Lookout                                              | Chris Pratt                    | |
| 2008      | Stop-Loss                                                | Tommy Burgess                  | |
| 2008      | Miracle at St. Anna                                      | Tim Boyle                      | |
| 2008      | The Brothers Bloom                                       | Bar Patron                     | no surt als crèdits, cameo |
| 2008      | Killshot                                                 | Richie Nix                     | |
| 2009      | Big Breaks                                               | Todd Sterling                  | |
| 2009      | (500) Days of Summer                                     | Tom Hansen                     | Nominada — Globus d'Or al millor actor musical o còmic                                                                                          |
| 2009      | Uncertainty                                              | Bobby                          | |
| 2009      | Women in Trouble                                         | Bert Rodriguez                 | |
| 2009      | G.I. Joe: The Rise of Cobra                              | Cobra Commander                | |
| 2010      | Hesher                                                   | Hesher                         | |
| 2010      | Morgan M. Morgansen's Date with Destiny                  | Morgan M. Morgansen/Narrador/a | Curt, també fa de director i editor. |
| 2010      | Elektra Luxx                                             | Bert Rodriguez                 | |
| 2010      | Morgan and Destiny's Eleventeenth Date: The Zeppelin Zoo | Morgan M. Morgansen/Narrador/a | Curt, també fa de director i editor. |
| 2010      | Inception                                                | Arthur                         | |
| 2011      | 50/50                                                    | Adam                           | Nominada — Globus d'Or al millor actor musical o còmic                                                                                          |
| 2012      | Premium Rush                                             | Wilee                          | |
| 2012      | El cavaller fosc: la llegenda reneix                     | John Blake                     | |
| 2016      | Snowden                                                  | Edward Snowden                 | |
| 2021      | Mr. Corman                                               | Josh Corman                    | sèrie |
| 2022      | Pinotxo (Pinocchio)                                      |                                | |